# Ready an' Willing
Pour les articles homonymes, voir Willing.
Albums de Whitesnake
Lovehunter
(1979) Come an' Get It
(1981)
Singles
1. Fool for Your Loving
Sortie : avril 1980
2. Ready An' Willing
Sortie : juillet 1980
3. Sweet Talker
Sortie : 1980 (USA uniquement)

Ready an' Willing est le troisième album studio du groupe britannique Whitesnake. Il sort le 31 mai 1980 et est produit par Martin Birch. En France, il est publié sur le label Underdog Records (distribution Carrere).

## Historique
Cet album est enregistré en décembre 1979 et en février 1980 aux Ridge Farm Studios de Rusper (West Sussex) et aux Central Recorders studios de Londres.
Il est le premier album du groupe avec le batteur Ian Paice, qui a rejoint Whitesnake pendant la tournée de promotion de l'album précédent Lovehunter, ce qui porte à trois le nombre d'anciens membre de Deep Purple au sein du groupe. Le guitariste Bernie Marsden dira plus tard dans une interview pour le site Ultime Classic Rock.com, que l'apport de Paice fut très important.
Trois singles sont extraits de l'album. Fool for Your Loving" en est le premier et devient le plus grand succès du groupe atteignant la 13e place dans les charts britanniques. Il ressortira dans une nouvelle version en 1989 pour l'album Slip of the Tongue. Ready an' Willing sort en juillet 1980 et atteint la 43e place au Royaume-Uni. Le troisième single, Sweet Talker, est publié uniquement aux États-Unis mais n'entre pas dans les charts.
La chanson Blindman provient du premier album solo de David Coverdale, White Snake enregistré en 1977. Elle est réenregistrée pour Ready an' Willing, avec un solo de synthétiseur de Jon Lord.
L'album est le premier de Whitesnake à entrer dans le Billboard 200 (# 90) aux États-Unis. Au Royaume-Uni, il se classa dans le top 10 (# 6) et sera certifié disque d'or en octobre 1981 pour plus de cent mille albums vendus.
En 2006, l'album ressort dans une version remastérisée, comprenant cinq titres bonus dont une chanson inédite Love for Sale et quatre titres enregistrés lors du Festival de Reading 1979.

## Liste des titres
| 1. | Fool for Your Loving | David Coverdale, Micky Moody, Bernie Marsden       | Mardsen  | 4:17 |
| 2. | Sweet Talker         | Coverdale, Marsden                                 | Jon Lord | 3:38 |
| 3. | Ready an' Willing    | Coverdale, Moody, Neil Murray, Jon Lord, Ian Paice | Moody    | 3:44 |
| 4. | Carry Your Load      | Coverdale                                          | Mardsen  | 4:06 |
| 5. | Blindman             | Coverdale                                          | Mardsen  | 5:09 |

| 6. | Ain't Gonna Cry No More | Coverdale, Moody   | Lord / Moody | 5:52 |
| 7. | Love Man                | Coverdale          | Moody        | 5:04 |
| 8. | Black and Blue          | Coverdale, Moody   | Lord         | 4:06 |
| 9. | She's a Woman           | Coverdale, Marsden | Lord         | 4:07 |

| 10. | Love for Sale (titre inédit)                                                         | Coverdale                    | 3:05  |
| 11. | Ain't No Love in the Heart of the City (enregistré Live au festival de Reading 1979) | Michael Price, Dan Walsh     | 6:54  |
| 12. | Mistreated (enregistré live au festival de Reading 1979)                             | Coverdale, Ritchie Blackmore | 13:30 |
| 13. | Love Hunter (enregistré live au Festival de Reading 1979)                            | Coverdale, Moody, Marsden    | 5:56  |
| 14. | Breakdown (enregistré live au Festival de Reading 1979)                              | Coverdale, Moody             | 5:38  |

## Musiciens
- David Coverdale : chant et chœurs
- Bernie Marsden : guitares et chœurs
- Micky Moody : guitares, guitare slide et chœurs
- Jon Lord : claviers (orgue Hammond, piano, synthétiseur).
- Neil Murray : basse
- Ian Paice : batterie, percussions

## Charts & certifications

### Album

#### Charts
| Pays                          | Durée du classement | Meilleur classement | Date              |
| ----------------------------- | ------------------- | ------------------- | ----------------- |
| États-Unis (Billboard 200)    | 16 semaines         | 90e                 | 20 septembre 1980 |
| Norvège (VG-lista)            | 2 semaines          | 32e                 | 16 juin 1980      |
| Royaume-Uni (UK Albums Chart) | 15 semaines         | 6e                  | 8 juin 1980       |

#### Certifications
| Pays        | Certification | Ventes    | Date            |
| ----------- | ------------- | --------- | --------------- |
| Royaume-Uni | Argent        | 60 000 +  | 17 juillet 1980 |
| Royaume-Uni | Or            | 100 000 + | 5 octobre 1981  |

### Singles
| Single               | Chart              | Durée du classement | Position | Date              |
| -------------------- | ------------------ | ------------------- | -------- | ----------------- |
| Fool for Your Loving | (Hot 100)          | 8 semaines          | 53e      | 13 septembre 1980 |
| Fool for Your Loving | (UK Singles Chart) | 9 semaines          | 13e      | 18 mai 1980       |
| Ready an' Willing    | (UK Singles Chart) | 4 semaines          | 43e      | 20 juillet 1980   |